# Carles Sora
Carles Sora Domenjó (Barcelona, 1980) es un investigador español, profesor universitario y especialista en cultura digital.

## Biografía
Carles Sora Domenjó nació en Barcelona en 1980. Se graduó en Multimedia por la Universidad Politécnica de Cataluña (UPC), cursó el Máster Universitario en Sistemas Cognitivos y Media Interactivos de la UPF y se doctoró en Comunicación Audiovisual por la Universidad Pompeu Fabra (UPF) el 2015 con una tesis sobre el tiempo digital. Obtuvo una beca Fullbright y estuvo dos años como investigador postdoctoral asociado en el Instituto de Tecnología de Massachusetts (MIT). Desde enero de 2020 es director del Centro de la Imagen y la Tecnología Multimedia (CITM) de la Universidad Politécnica de Cataluña. Previamente hizo otras estancias en la Escuela de Artes de Oporto y en el Institut de Recherche et Coordination Acoustique/Musique de París, fue coordinador de comunicación del festival Artfutura, fundador del estudio de diseño expositivo Touché y participó en la creación del primer postgrado en teatro digital de la UPF.
Sus trabajos de investigación giran en torno a la cultura digital y el propio proceso de transformación a lo digital, el impacto social del audiovisual inmersivo, las narrativas interactivas y la realidad virtual.
Ha dirigido proyectos artísticos, museísticos y dramatúrgicos que ha expuesto en conferencias, festivales y centros internacionales como CaixaForum, Arts Santa Mònica, Auditorio de Barcelona, CCCB, ExTeresa (México DF), el Festival VAD de Gerona o el centro Méduse (Canadá).